# María Escarmiento
María Villar Rodríguez (Madrid, 13 de octubre de 1991), conocida artísticamente como María Escarmiento, es una cantante española que se dio a conocer en la décima temporada de Operación Triunfo.
Dejó la carrera que estaba cursando y se fue a Nueva York a estudiar música. Allí conoció a Zoë Brecher, con la que formó un grupo llamado Brainfreeze, con el que tocaba por bares de esa misma ciudad. El 14 de septiembre de 2018 se dieron a conocer los dieciocho concursantes de la décima temporada de Operación Triunfo, donde Escarmiento logró la fama.

## Operación Triunfo
La décima temporada de Operación Triunfo se estrenó el 19 de septiembre de 2018, en la que dieciocho concursantes aspiraban a entrar dentro de la academia. María Escarmiento cantó «Cry to Me» de Solomon Burke, y después de la actuación quedó en entredicho. En la segunda valoración, Joe Pérez-Orive le hizo cruzar la pasarela para poder entrar en la academia.
A lo largo del concurso estuvo propuesta para abandonar la academia en tres ocasiones: en las galas dos, seis y ocho, y nominada en la gala nueve. Por último, fue expulsada en la gala diez con un 43 % de votos para salvarla, quedando octava. En la gala dos cantó, junto a su amiga África Adalia, la canción de Marshmello y Anne-Marie, «Friends». Por último, fue salvada por los profesores.
En la gala seis fue salvada por sus compañeros con la canción «1, 2, 3» de Sofía Reyes, Jason Derulo y De la Ghetto. En la octava gala, junto a Sabela Ramil cantó la canción de The Beatles «I Want to Hold Your Hand». Fue por segunda vez salvada por sus compañeros. Por último, en la novena gala fue nominada tras cantar «Amorfoda» de Bad Bunny. Fue nominada junto con Marta Sango. En su última gala decidió cantar «Because the Night» de Patti Smith. Fue expulsada con un 43 % de votos.

## Carrera posterior
Al salir de la academia fue seleccionada como una de las posibles candidatas para representar a España en Eurovisión con la canción «Muérdeme». Quedó en segunda posición en la selección de la canción representante.
El 3 de julio de 2019 a través de una publicación de Instagram anunció que el 10 de julio publicaría su primer sencillo: «Amargo amor». El mismo día salió a la luz una colaboración con la cantante argentina Ms Nina en la canción «La diabla», que formaría parte de la mixtape de Ms Nina, Perreando x fuera, llorando x dentro.
También participó en el primer programa del nuevo concurso de Televisión Española llamado La mejor canción nunca cantada, donde cantó junto a Roi Méndez «La puerta de Alcalá», canción coescrita por el padre de la cantante, Francisco Villar Castejón.
Junto a sus quince compañeros de academia fue de gira, donde cantaron las mejores canciones del programa. Escarmiento cantó junto a su compañero Famous «1, 2, 3», y en solitario, cantaría «Voy en un coche». Esta gira comenzó en Madrid el 8 de febrero y terminó en Almería el 21 de agosto.
María Villar se cambió el nombre artístico a María Escarmiento el día que publicó su colaboración con Ms Nina. El apodo proviene de su infancia, en la que un familiar le llamaba así cariñosamente.

## Discografía
- 2019: «La diabla» (con Ms Nina)
- 2019: «Amargo amor»
- 2020: «Castigo»
- 2020: «Otra noche»
- 2020: «Chulo»
- 2020: «Sintiéndolo mucho»
- 2020: «Dive» (con Damien)
- 2020: «U» (con Coco Champagne)
- 2021: «Cada vez más mayor» (con Eigen Risico y Paula)
- 2021: «Déjame sola»
- 2023: COSAS DE BRUJAS
- 2023: SENSACIÓN DE CALOR (con Fran Laoren)
- 2024: iCandy
- 2024: SENSACIÓN DE CALOR 2 (con Fran Laoren y Delgao)